# Premio Amanda 1992
La VIII edizione del premio cinematografico norvegese premio Amanda (Amanda Awards in inglese) si tenne nel 1992.

## Vincitori
- Miglior film - Frida - med hjertet i hånden
- Miglior attrice - Anneke von der Lippe per Krigerens hjerte
- Miglior film straniero - Il capitano
- Premio onorario - Liv Ullmann